# Live in Japan (Edgar Winter)
Live in Japan è il sedicesimo album di Edgar Winter pubblicato nell'ottobre del 1998 dalla Eagle Records.

## Tracce
1. Introduction
2. Keep Playin' That Rock 'N' Roll
3. Teenage Love Affair
4. Free Ride
5. Fly Away
6. Blood from a Stone
7. Under Cover Man
8. Jump, Jump, Jump
9. Hang on Sloopy
10. Against the Law
11. Play Guitar
12. Rock and Roll, Hoochie Koo
13. Frankenstein

## Musicisti
- Edgar Winter - voce, sassofono alto, sintetizzatore, percussioni
- Rick Derringer - voce, chitarra
- C. P. Roth - tastiere, accompagnamento vocale
- Charlie Torres - basso, accompagnamento vocale
- Kevin Hupp - batteria, accompagnamento vocale